# Urodasys elongatus
Urodasys elongatus är en djurart som tillhör fylumet bukhårsdjur, och som beskrevs av Jeanne Renaud-Mornant 1969. Urodasys elongatus ingår i släktet Urodasys och familjen Macrodasyidae. Inga underarter finns listade i Catalogue of Life.